# Tuna (sångare)
Altuna Sejdiu  mer känd under artistnamnet Tuna, född 14 juli 1985 i Skopje (Shkupi), är en albansk sångerska. Mellan oktober 2012 och våren 2014 var hon en av coacherna i X Factor Albania på TV Klan. Under bägge säsongerna hon medverkade som coach vann en sångare ur hennes kategori: 2013 vann Arilena Ara och 2014 vann Ergi Dini.

## Karriär
Tuna föddes 14 juli 1985 i Makedoniens huvudstad Skopje. Hon är dotter till den albansk-makedonske brottaren Shaban Sejdiu som tog OS-brons vid två tillfällen.
Tuna inledde sin karriär vid 15 års ålder. Hennes upptempolåtar blev snabbt populära inom den albanskspråkiga diasporan på Balkan, framförallt i Makedonien och Albanien. Hon släppte sitt självbetitlade debutalbum Tuna år 2003. I Makedonien vann hon musiktävlingen Nota-fest med låten "Machomen". 2008 deltog Tuna i Makedoniens uttagning till Eurovision Song Contest 2008 med låten "Prasuvam bez glas" och slutade på sjunde plats. Tuna har utöver sina egna singlar även släppt låtar tillsammans med bland andra Dafina Zeqiri och Noizy. År 2010 nådde Tunas, Dafina Zeqiris och 2po2:s singel "Vibe" en andraplats på den kosovanska hitlistan. I juni 2012 släppte hon singeln "I asaj", som snabbt blev en hit på Youtube. I låtens musikvideo har hon jämförts med bland annat Rita Ora och Argjentina Ramosaj. Mellan oktober 2012 och våren 2014 var hon en av coacherna i X Factor Albania. Efter sin andra säsong som medverkande i programmet meddelade hon via sin Facebook-sida att hon skulle hoppa av uppdraget. Sommaren 2013 släppte hon musikvideon till låten "Fenix" som hon framförde tillsammans med sin partner Cozman. Låten fick över 20 miljoner visningar på Youtube. 2014 släppte hon under sommaren låten "MMV" tillsammans med Ghetto Geasy innan hon i oktober samma år släppte låten "Pardon".
2015 släppte hon låten "Nobody There" följt av singeln "Holla" som hon släppte tillsammans med sin dåvarande partner Cozman.
2016 släppte Tuna musikvideon till låten "Dy tima".

## Diskografi

### Album
- 2003: Tuna
- 2005: S'ka me diktature
- 2019: Fortuna

### Single's
- 2002: Ciao Machoman
- 2003:
  - Piroman/Najdi Nok Najdi Den Najdi Vreme
  - 12 Muaj/12 Meseci
- 2004: 
  - Vetem Unë Dhe Ti
  - Kiss
- 2005:
  - Ljubi Ljubi (Ft. Tamara Todevska)
  - Ska Me Diktaturë
  - Psikologet
  - Testament
  - Bardh E Zi
- 2006:
  - Forca E Femres (Ft. Jonida Maliqi)
  - Xhuxh
  - Asgje Ne Ket Botë
- 2007:
  - Hajde
  - Bileta/Tickets
  - Njo (Ft. Skillz)
- 2008:
  - Inati/Prasuvam Bez Glas
  - Interesi (Shes)
- 2009:
  - So Eden Zbor (Ft. Robert Bilbilov)
  - E boj Nxhet/Challenge (Ft. Vig Poppa)
  - Verë E Nxhet (Ft. Meda & Getoar Selimi)
  - Vdiq Edhe Nje Dashuri
- 2010:
  - Vibe (Ft. 2po2 & Dafina Zeqiri)
  - Pse Jo
- 2011:
  - Dyshemeja
  - E Para dhe E Fundit
  - Bebi I Vitit E Ri (Ft. Noizy)
- 2012: I Asaj
- 2013: Fenix (Ft. Cozman)
- 2014:
  - Babe
  - MMV (Ft. Getoar Selimi)
  - Pardon
- 2015:
  - Nobody There
  - Holla (Ft. Cozman)
  - Knocks Me Out (Ft. Franques & Fatman Scoop)
- 2016:
  - Dy Tima
  - Zemra Jem (Ft. Vig Poppa)
  - Bermuda
  - Duam
- 2018:
  - Chonga
  - Maria (Ft. Seven)
- 2019:
  - Tani Mke Zemer
  - A Don Hala (Ft. Yll Limani)
  - Plage
  - Krejt Mu Kan Perzi
  - Harrova 2019 (Ft. Armend Rexhepagiqi)
  - Dreqi E Marrte
  - Nese Vdes E Re
  - Nuk Ma Do Zemra
  - Amoni
- 2022:
  - Kthehna (Ft. The Victor)
  - Melaqe (Ft. Fifi)
  - A Je (Ft. Skerdi)
  - Prej Teje S'e Prita (Ft. NRG Band)
- 2023:
  - I Huj (Ft. Cozman)
  - Qa Bone
  - Ani (Ft. Markel Goga)

### Fotnoter
1. 1 2  ”X Factor Albania 2” (på albanska). TV Klan. Arkiverad från originalet den 18 januari 2013. https://web.archive.org/web/20130118210804/http://www.tvklan.al/on_air.php?id=77.
2. ↑  ”Përfundon Tuna - X Factor Me Rezultatin 2-0” (på albanska). Teksteshqip. 1 mars 2014. Arkiverad från originalet den 16 mars 2014. https://web.archive.org/web/20140316012158/http://www.teksteshqip.com/tuna/lajme_6410.php.
3. ↑  ”Tuna lancon klipin e saj me te fundit "I asaj"” (på albanska). Shqiperia.com. 27 juni 2012. http://lajme.shqiperia.com/lajme/artikull/iden/1047255779/titulli/Tuna-lancon-klipin-e-saj-me-te-fundit-I-asaj.
4. ↑  ”Tuna sjell Klipin e saj provokativ “I asaj” (Video)” (på albanska). Shqiperiaime.al. 23 juni 2012. Arkiverad från originalet den 27 juni 2012. https://web.archive.org/web/20120627005302/http://shqiperiaime.al/tuna-sjell-klipin-i-asaj-video/.
5. ↑  ”Tuna “I Asaj”, Ritës apo Argjentinës?” (på albanska). ORA Info.com. 24 juni 2012. Arkiverad från originalet den 3 december 2013. https://web.archive.org/web/20131203025254/http://orainfo.com/?p=4010.
6. ↑  ”Tuna largohet nga X Factor” (på albanska). Lifeconnect. 2 mars 2014. Arkiverad från originalet den 6 mars 2016. https://web.archive.org/web/20160306190441/http://www.lifeconnect.info/se/aemnen/entry/tuna-largohet-nga-x-factor.